# Tetramorium steinheili
Tetramorium steinheili är en myrart som beskrevs av Auguste-Henri Forel 1892. Tetramorium steinheili ingår i släktet Tetramorium och familjen myror. Inga underarter finns listade i Catalogue of Life.

## Bildgalleri

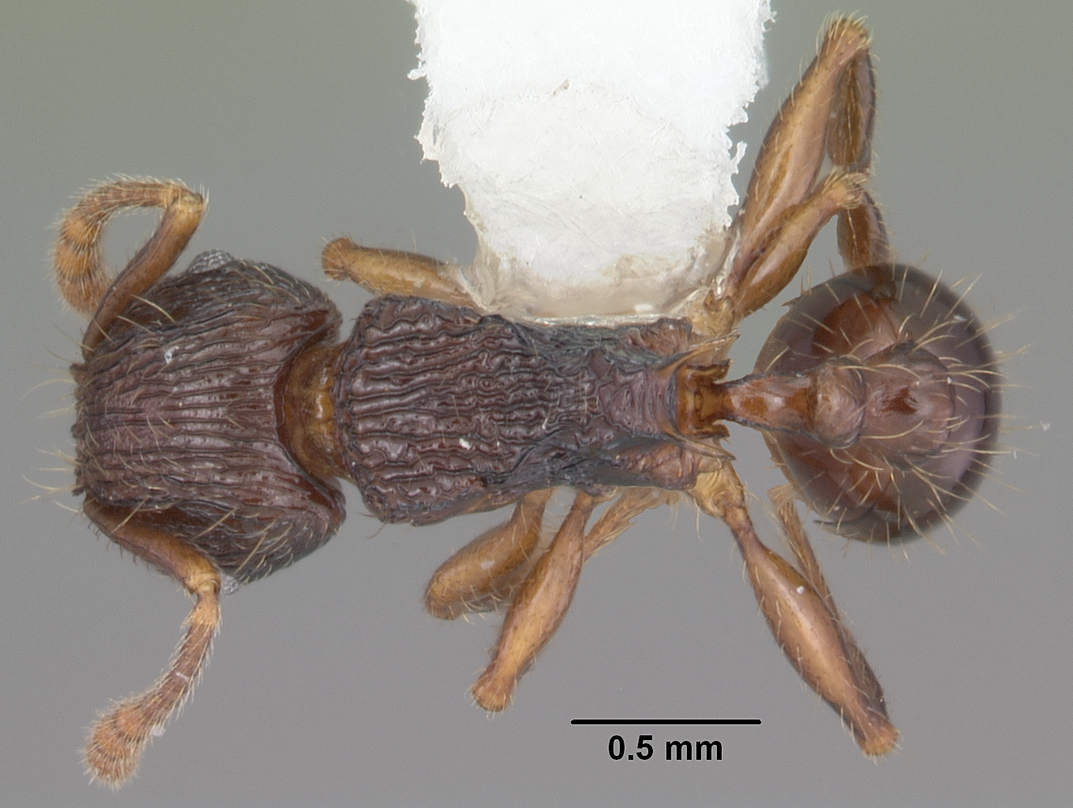
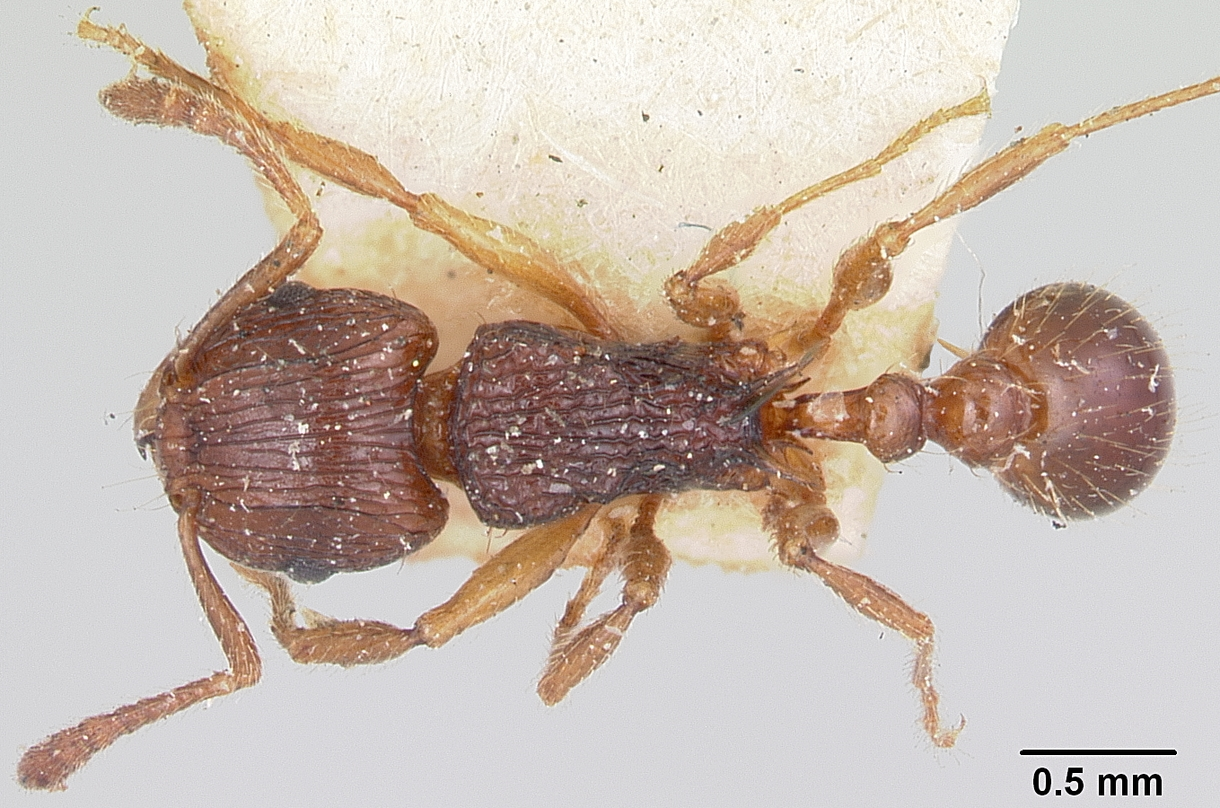
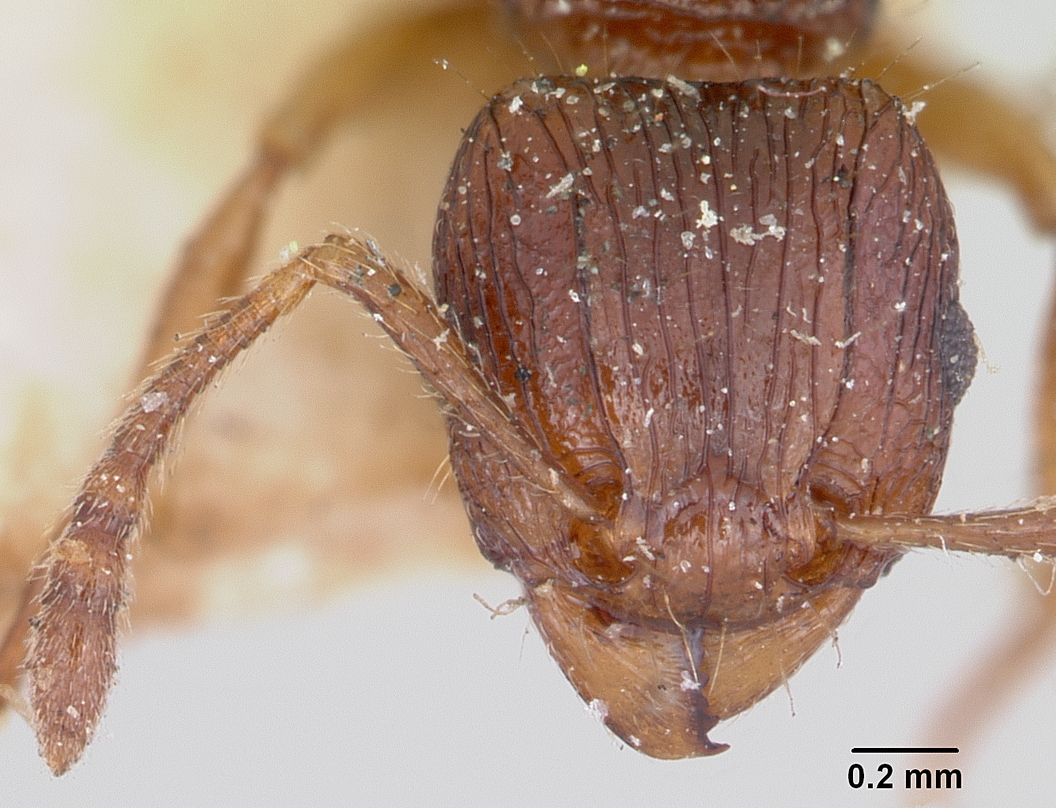
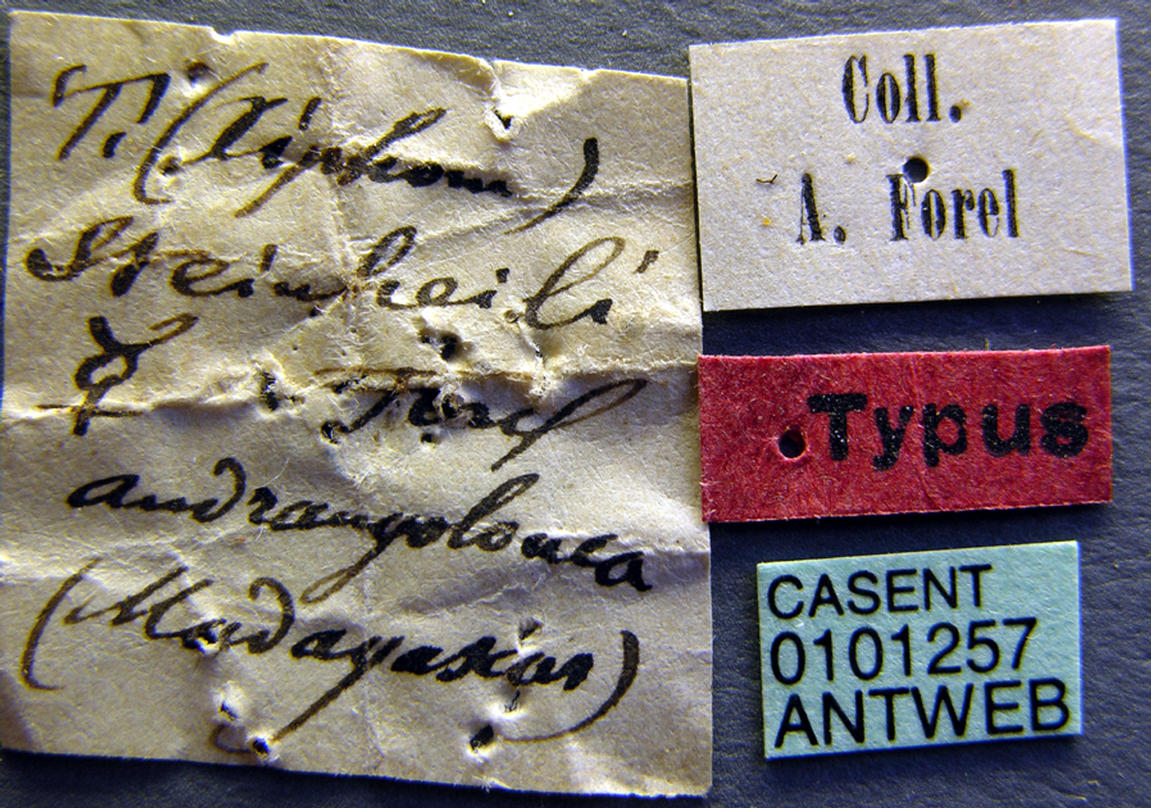
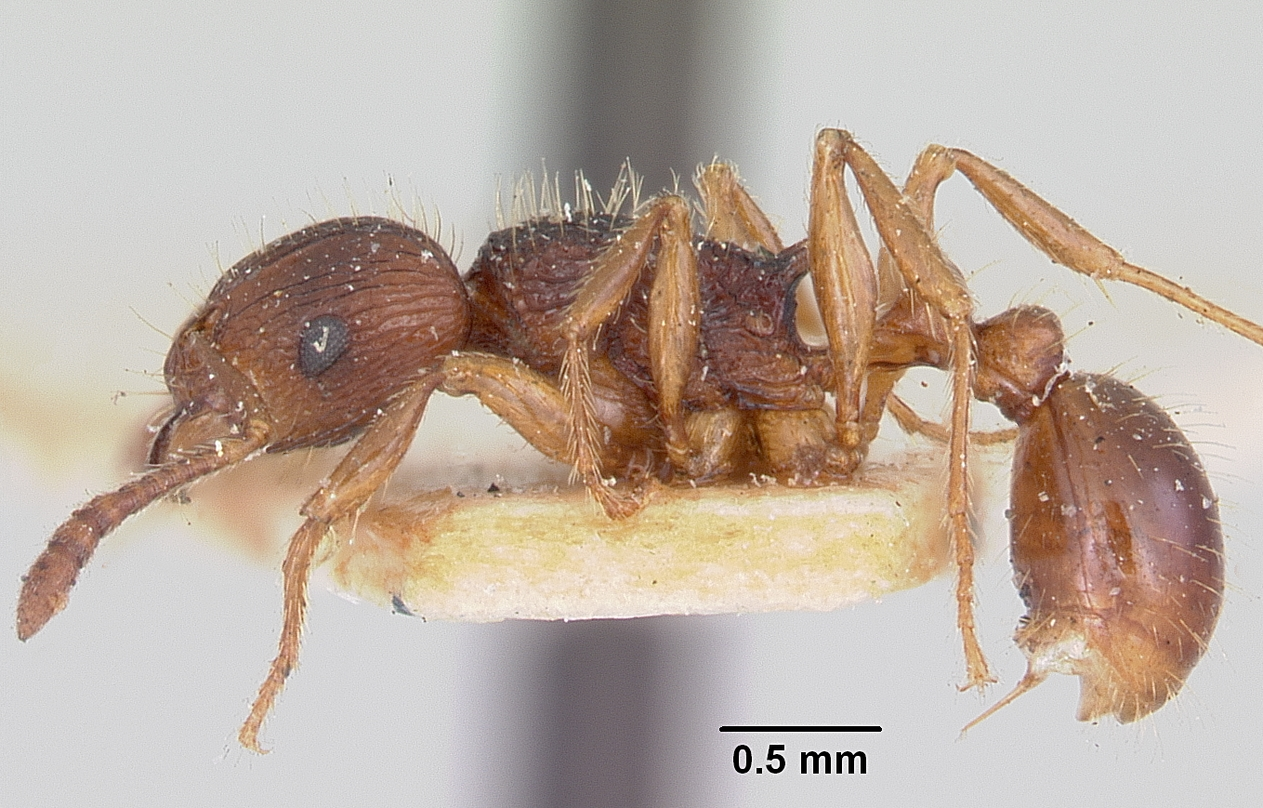
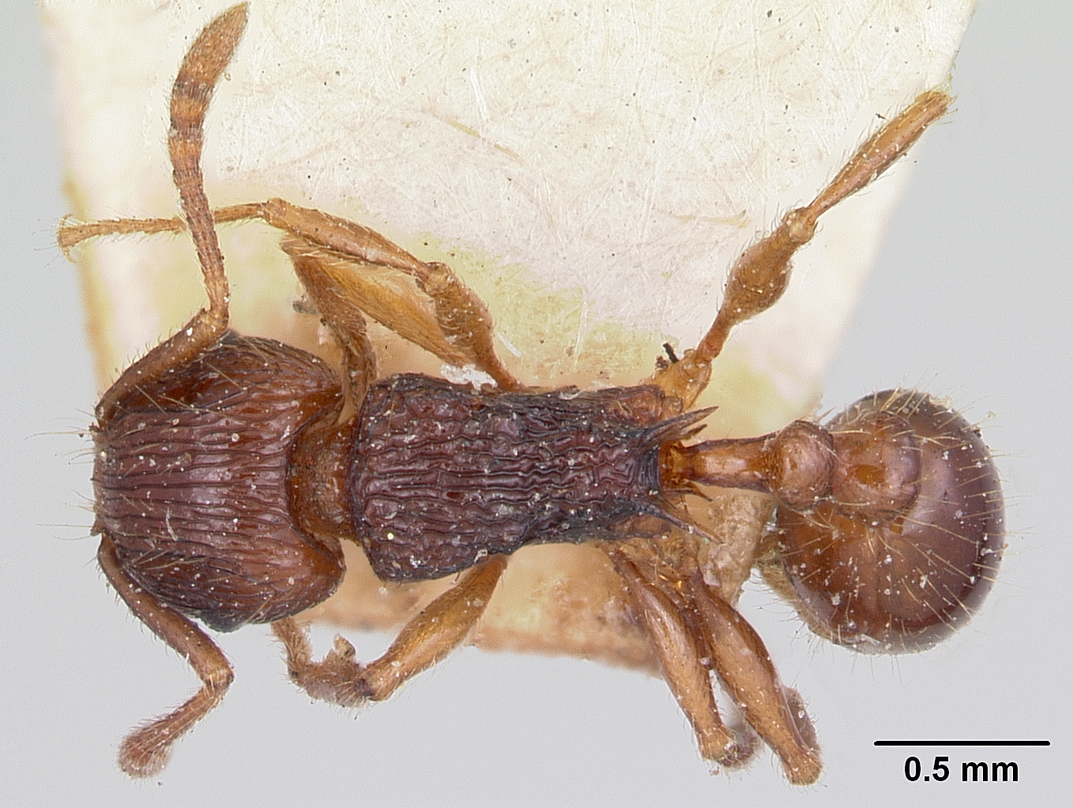